# In dodicesimo
In tipografia, l'in-dodicesimo o in-12º è un formato del libro antico. 
Il foglio intero stampato, prima di essere piegato, si tagliava in due parti, una di due terzi, l'altra di un terzo: la prima parte veniva piegata tre volte, mentre la seconda due volte. Si ottenevano rispettivamente otto e quattro carte, che venivano quindi inserite le une dentro le altre a costituire un fascicolo o segnatura di dodici carte (24 pagine), da cui il nome del formato. I filoni erano orizzontali e la filigrana si trovava in alto nel margine esterno.
Ormai praticamente scomparso, era molto diffuso nel Settecento, soprattutto in Francia.
L'"in-dodicesimo oblungo" si otteneva invece con una piegatura del lato minore e cinque del lato maggiore. I filoni erano verticali e la filigrana si trovava nel margine esterno.